# 高野源進
高野源進（日语：／ Takano Genshin，1895年3月15日—1969年1月4日），日本內務官僚、律師。他是廣島原子彈爆炸期時的廣島縣知事而為人所知。
出生在福島縣北會津郡北會津村。1923年畢業於東京帝國大學法學部法律學科。他於畢業前在1922年11月通過高等文官試驗，因此於畢業後順利進入內務省工作，歷任神田外神田警察署、神田万世橋警察署、本鄉駒込警察署的署長。1939年9月至1941年1月任警視廳警務部長。1941年1月至1942年7月任山梨縣知事。
太平洋戰爭爆發後，他於1942年7月作為陸軍的司政長官被派往東南亞。1942年8月至1943年8月期間擔任緬甸行政府（緬甸國政府的前身）的官房長官。回國後，歷任防空總本部業務局長、大阪府次長。
1945年6月，時任廣島縣知事大塚惟精調任中國地方總監，由高野源進繼任其廣島縣知事之職。他對廣島的命運有一種不詳的預感，在該年7月寫給大阪府知事池田清的一份信中透露：「這幾天，只有廣島市沒有受到嚴重破壞（空襲），反而令人毛骨悚然。」
同年8月6日，廣島遭受原子彈襲擊。當時高野源進正在福山市出差，因此倖免於難，但其留在廣島的家人被爆，其妻死亡。接到遇襲的訊息後，高野立即返回廣島，在比治山多聞院設立臨時縣防空本部，由自己兼任防空本部長。當時廣島市長粟屋仙吉、中國地方總監大塚惟精都在爆炸中喪生，高野不得不作為唯一一位最高行政人員指揮救災，向內務省和臨近的縣請求醫療和糧食支援，並指揮廣島縣的警察調配糧食和救護物資、維持秩序。翌日早上，高野等人以市中心的東警察署（今廣島銀行銀山町支店所在地）作為臨時縣廳。第2總軍任命佐伯文郎為廣島警備担任司令官，負責救護救援活動。高野下達調整救援活動、發放糧食的命令。
日本戰敗後，廣島縣廳於8月20日遷往安藝郡府中町的東洋工業（今馬自達株式會社）中。10月11日轉任警視總監。1946年1月辭職，同年9月被駐日盟軍總司令部下令剝奪公職，直到1951年8月才解除命令。此後他完全退出政壇，成為一名律師。1969年去世，享年73歲，葬於多磨靈園。